# 父からの手紙
『父からの手紙』（ちちからのてがみ）は、小杉健治著の小説、またそれを原作としたテレビドラマ。

## 小説
- 2003年7月、日本放送出版協会、ISBN 978-4-14-005425-3
- 2006年3月、光文社文庫、ISBN 978-4-33-474032-0

## テレビドラマ
2007年12月26日、テレビ東京系列「水曜ミステリー9」にて放送。

### キャスト
- 阿久津麻美子：檀れい
- 秋山圭一：杉本哲太
- 阿久津伸吉：大杉漣
- 阿久津歌子：竹下景子
- 犬塚義明：本田博太郎
- 秋山和夫：村田雄浩
- 秋山みどり：渡辺梓
- ラーメン屋の親父：梅津栄
- 丘登美：南條瑞江
- 島田：清田正浩
- 堀越弘子：松本麻希
- 本部長：楠年明
- 山部：多賀勝一
- 坂下教授：南条好輝
- 道代：川上藍子
- その他：佐川満男、畑未夢、西本利久、山田莉央

### スタッフ
- 脚本：金子成人
- 監督：井上昭
- 題字：本田博太郎
- 音楽：大谷和夫
- プロデュース：森田昇、武田功
- チーフプロデューサー：小川治
- ロケ協力：魚津市、氷見市、魚津総合公園ミラージュランド、JR西日本ロケーションサービス、神戸フィルムオフィス ほか
- 協力：富山テレビ放送
- 製作協力：松竹京都映画
- 製作：テレビ東京、BSジャパン、松竹